# Араксос
А́раксос (греч. Άραξος) — деревня в Греции. Расположена на высоте 15 м над уровнем моря, на западе периферийной единицы Ахея в периферии Западная Греция, у одноимённого себе мыса. Относится к общине Дитики-Ахаия. В области Араксоса находится военный аэропорт Араксос.
Старое название села — Гербеси.